# Berakhot (Mishna)
Cet article concerne le traité de la Mishna. Pour le traité talmudique, voir Berakhot (Talmud)
Pour les articles homonymes, voir Berakhot.
Berakhot (hébreu : ברכות, « Bénédictions ») est un traité de la Mishna appartenant à l'ordre Zeraïm. Ce traité a pour objet la liturgie juive dans toutes ses considérations : le Shema Israël, la Tefilah, les bénédictions (notamment alimentaires) et les actions de grâces.
Le traité comporte 57 articles (mishnayot) répartis en neuf chapitres. Les trois premiers chapitres sont consacrés à la lecture, c’est-à-dire la récitation, du Shema Israël (Deutéronome 6:4-9). Les deux chapitres suivants traitent de la prière, c’est-à-dire un ensemble de bénédictions, et le reste est consacré aux bénédictions prononcées sur les aliments dont l’action de grâces après les repas ou, dans les derniers chapitres, aux bénédictions occasionnelles. C’est par conséquent l’ensemble de la liturgie, régulière ou particulière, qui est couvert : répondant à un besoin fondamental et quotidiennement répété dans la vie du juif observant, le traité se trouve donc en tête des lois agricoles qui constituent, à l’époque de la Mishna, l’essentiel de l’activité et de la subsistance du peuple.
Ce traité de la Mishna est le seul de l'ordre Zeraïm à posséder à la fois une guemara israélite et babylonienne, les autres traité de l'ordre Zeraïm n'étant pas discutés dans le Talmud de Babylone, attendu qu'ils ont pour objet des lois purement agricoles, et donc n'ayant pas à être appliquées en diaspora.

## Résumé détaillé du traité

### Le Shema Israël
Les chapitres 1 à 3 s'intéressent à la question de la récitation du Shema Israël. Sont discutés, dans cet ordre :
- La question de l'horaire à partir duquel et de l'horaire jusqu'auquel il est légitime de réciter le shema du matin ou du soir.
- La disposition à avoir lors de la récitation du shema
- Les bénédictions précédant et suivant la récitation du Shema, du matin comme du soir, et la question du troisième paragraphe du Shema
- Différentes questions d'ordre jurisprudentielle : la lecture du Shema est-elle valide si un homme s'interrompt ? Quand peut-il s'interrompre ? S'il ne lit pas à voix suffisamment haute ? etc
- Les différentes personnes exemptes (ou non) de la lecture du Shema (et de la Amida)

#### Dans quelles dispositions faut-il être réciter le Shema?
L'enjeu est de savoir s'il faut être debout pour réciter le shema du matin, et couché pour réciter le Shema du soir, ou si cela n'est pas obligatoire. En effet, l'école de Shammaï, interprétant littéralement le verset « [...] quand tu te coucheras et quand tu te lèveras » (Dt 6,7), exige que le Shema du matin soit récité en position debout et le Shema du soir en position allongé, là où l'école de Hillel explique qu'il ne s'agit que d'une façon de mentionner l'heure, la période de la journée pendant laquelle un homme se lève ou se couche, et qu'il n'est pas réellement nécessaire de prononcer le Shema debout ou couché. Cette discussion s'achève sur une anecdote racontée par Rabbi Tarfon : alors qu'il était en voyage, un soir, il s'est allongé le long d'un chemin pour réciter le shema, conformément aux opinions de l'école de Shammaï. Cependant, des brigands sont arrivés, et Rabbi Tarfon s'était donc mis en danger à cause de son choix de suivre le rite de l'école de Shammaï.
Le second chapitre (hébreu : היה קורא haya qorè, « s’il était en train de lire ») traite de l’attitude qu’il convient d’adopter lors de cette lecture (mishna 2:1), d’éventuelles obligations comme le besoin de réciter à voix haute ou en prononçant correctement les mots (mishna 1:3), et des circonstances qui permettent de s’interrompre dans la récitation (mishna 2:1-2). La Mishna, énumérant les situations d’exemption partielle ou totale de cette obligation comme le travail ou le mariage (mishna 2:4-5). Il arguë cependant dans les articles suivants de son haut rang pour s’autoriser à se baigner en période deuil ou pour pleurer son esclave Tabi lorsque ce dernier meurt, alors que les rabbins interdisent ces pratiques au commun des hommes (mishna 1:6-7). La dernière mishna du chapitre donne la parole à son fils Shimon qui conditionne la permission de lire le shema lors des noces à la stature spirituelle du marié (mishna 2:8).

#### Les bénédictions précédant et suivant le Shema, la troisième section du Shema
Au matin, deux bénédictions précèdent le Shema et une seule le suit; au soir deux bénédictions précèdent le Shema et deux le suivent. Si une bénédiction longue est prescrite, il n'est pas permis de lire une bénédiction courte, et réciproquement (sans que, par ailleurs, le seul texte de la Mishna ne précise quand est-ce qu'une bénédiction longue est prescrite et quand est-ce qu'une bénédiction courte est prescrite).
Le premier chapitre de la Mishna s'achève sur la question de la récitation du troisième paragraphe le soir : ce dernier concerne en effet la mise des Tefilin, qui n'est exigible que le matin. La Mishna donne alors la parole à Rabbi Eleazar ben Azariah qui cite Ben Zoma : ce dernier explique que, dans le troisième paragraphe du Shema, il est écrit "Tu te souviendras de la sortie d'Égypte tous les jours de ta vie". Selon Ben Zoma, puisque la seule mention "[...] les jours de ta vie" eût été suffisant, "tous" doit signifier quelque chose, et ce quelque chose est, toujours selon Ben Zoma, les nuits (en plus des jours), d'où l'obligation de lire le troisième paragraphe du Shema du soir. Les Sages précisent cependant que "tous les jours de ta vie" précisent que cela concerne également l'ère messianique.

#### Exemptions de récitations du Shema (et de la Amida)
Le troisième chapitre (hébreu : מי שמתו mi shèmeto, « qui dont le mort ») poursuit avec les dispenses de lecture du shema, accordées aux porteurs des bières — ils sont, à la vérité, également exemptés de prier et de porter les tefillin mais il leur est recommandé de lire le shema s’ils en ont le temps lorsqu’ils rejoignent les rangs des condoléants après avoir déposé le cercueil — (mishna 3:1-2), aux femmes, esclaves et mineurs qui sont tenus à d’autres obligations (mishna 3:3), et aux éjaculateurs qui ne peuvent réciter les bénédictions qui entourent la lecture (mishna 3:4) ; la mishna 3:5 expose ensuite les conditions de pudeur, d’hygiène ou de pureté rituelle qui sont incompatibles avec la lecture, la dernière mishna du chapitre faisant état de la controverse autour des ablutions d’une personne rituellement impure qui a, en outre, éjaculé.

## La Tossefta de Berakhot
Concernant l'attitude qu'il convient d'adopter pour la rédaction du Shema, la Tossefta élucide, fût-ce partiellement, l’origine de cette dispense, en la faisant découler d’une lecture supplémentaire de Deutéronome 6:7 : « “quand tu es assis chez toi”, excepté ceux qui sont affairés aux prescriptions “ou que tu es sur le chemin”, excepté le marié », et elle a illustré la première clause dans un article précédent car Rabbi Yehouda témoigne avoir vu ses maîtres, Rabbi Akiva et Rabbi Eléazar ben Azaria, faire passer les besoins de la communauté avant leurs dévotions